# Szenes gömbgomba
A szenes gömbgomba (Daldinia concentrica) a Hypoxylaceae családba tartozó, az egész világon elterjedt, kőrisfák elhalt törzsén élő, nem ehető gombafaj. 

## Megjelenése
A szenes gömbgomba termőteste 2-8 cm széles, félgömb vagy szabálytalan gumó alakú, egy darab szénre emlékeztet. Esetenként a szomszédos termőtestek összeolvadnak és formátlan tömeget alkotnak. Színe fiatalon eleinte vörösbarna, éretten fekete. Felülete a kéreg alatti peritéciumoktól (spóratermő kis kamráktól, melyek egy pórussal nyílnak a külvilágba) finoman dudoros, idősen megdörzsölve fénylő. Tönkje nincs, közvetlenül kapcsolódik az aljzathoz. 
Húsa szürkésen-feketésen, körkörösen zónázott, ezek az évszakonkénti növekedést jelzik. Szaga és íze nem jellegzetes.
Spórapora fekete. Spórája ellipszoid vagy orsó alakú, mérete 12-17 x 6-9 µm.

### Hasonló fajok
A szenes ripacsgomba hasonlít hozzá, de az belül nem rétegzett.  

## Elterjedése és termőhelye
Kozmopolita faj, az egész világon előfordul. Magyarországon nem gyakori.
Lombos fák (szinte mindig kőris) elhalt vagy meggyengült törzsén él, azok anyagában fehérkorhadást okoz. A termőtest egész évben látható, tavasztól őszig termel spórákat. 
Nem ehető. Angol nyelvterületen Alfréd király süteményének nevezik; a legenda szerint Nagy Alfréd a vikingek elől menekülve egy öregasszonynál szállt meg, aki megbízta, hogy vegye ki a süteményeit a kemencéből, ha elkészültek. A király azonban elaludt és a sütemények szénné égtek. 

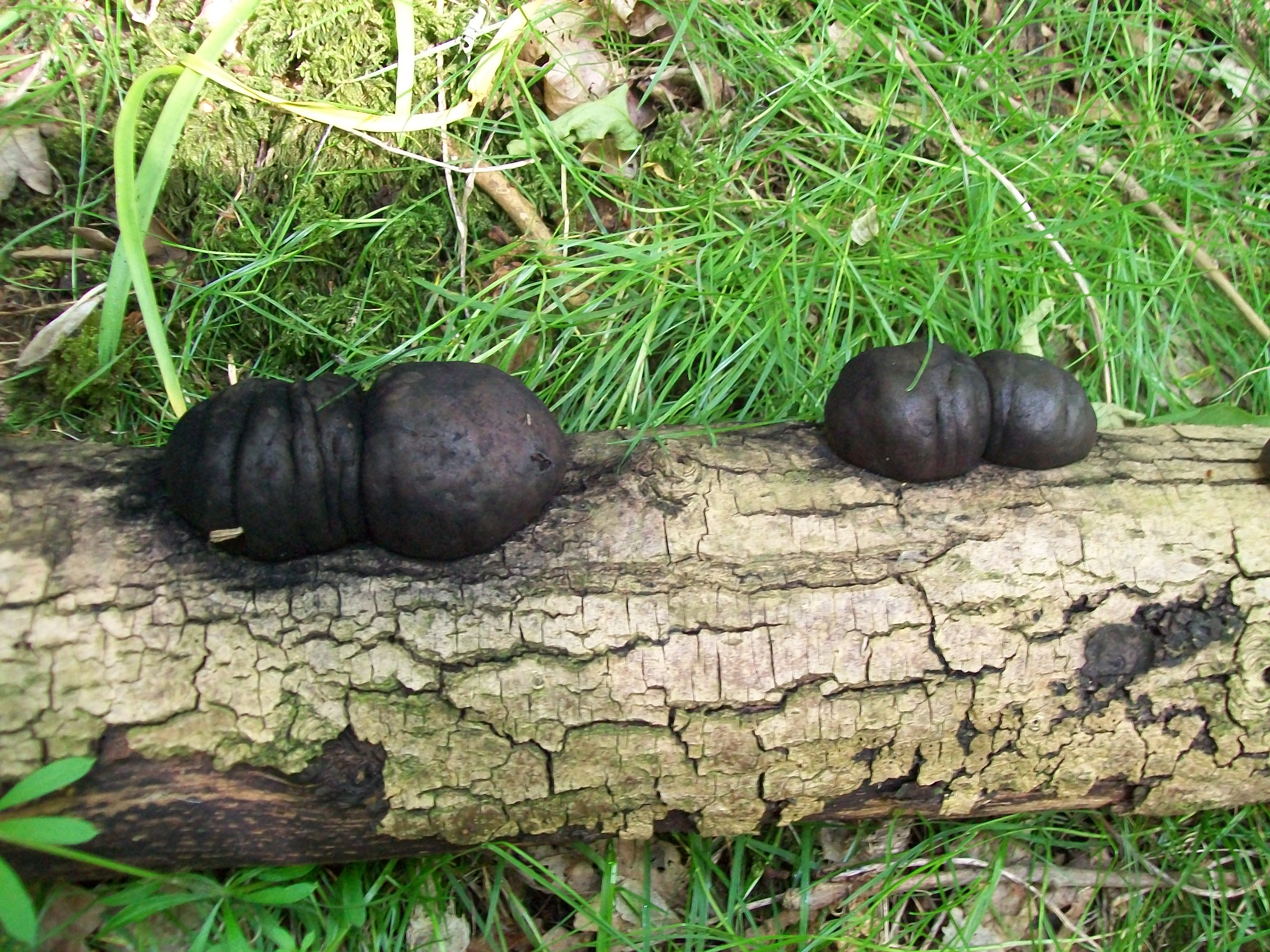
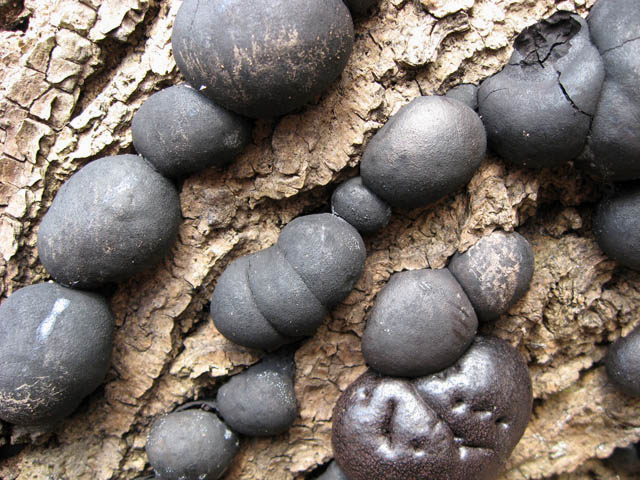
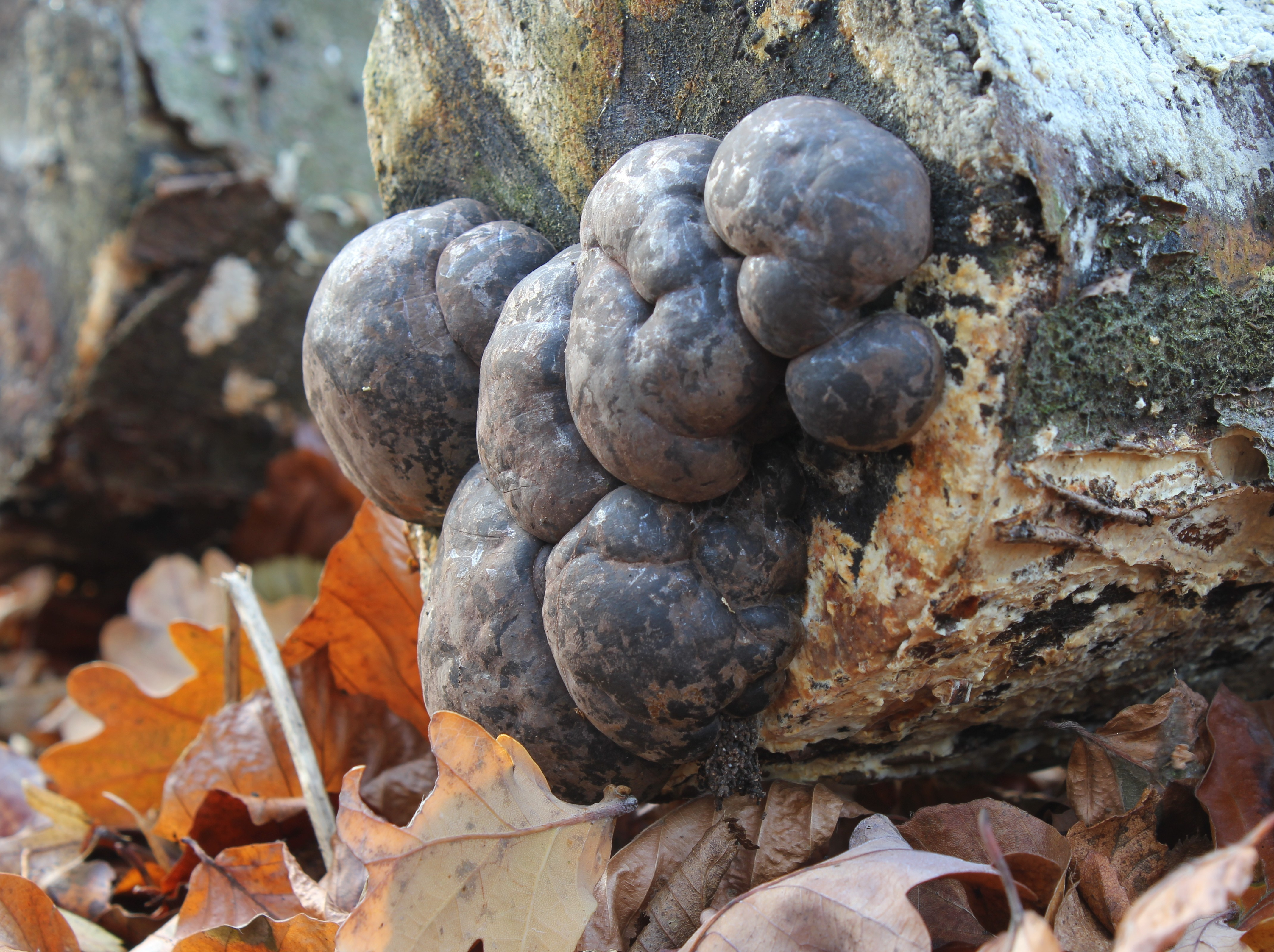
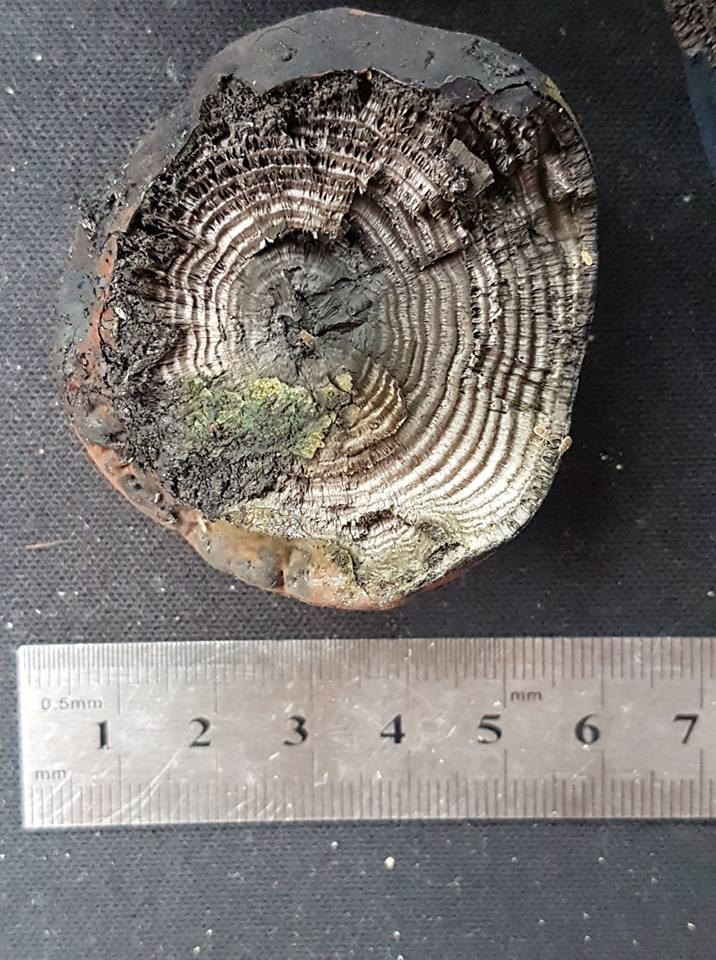
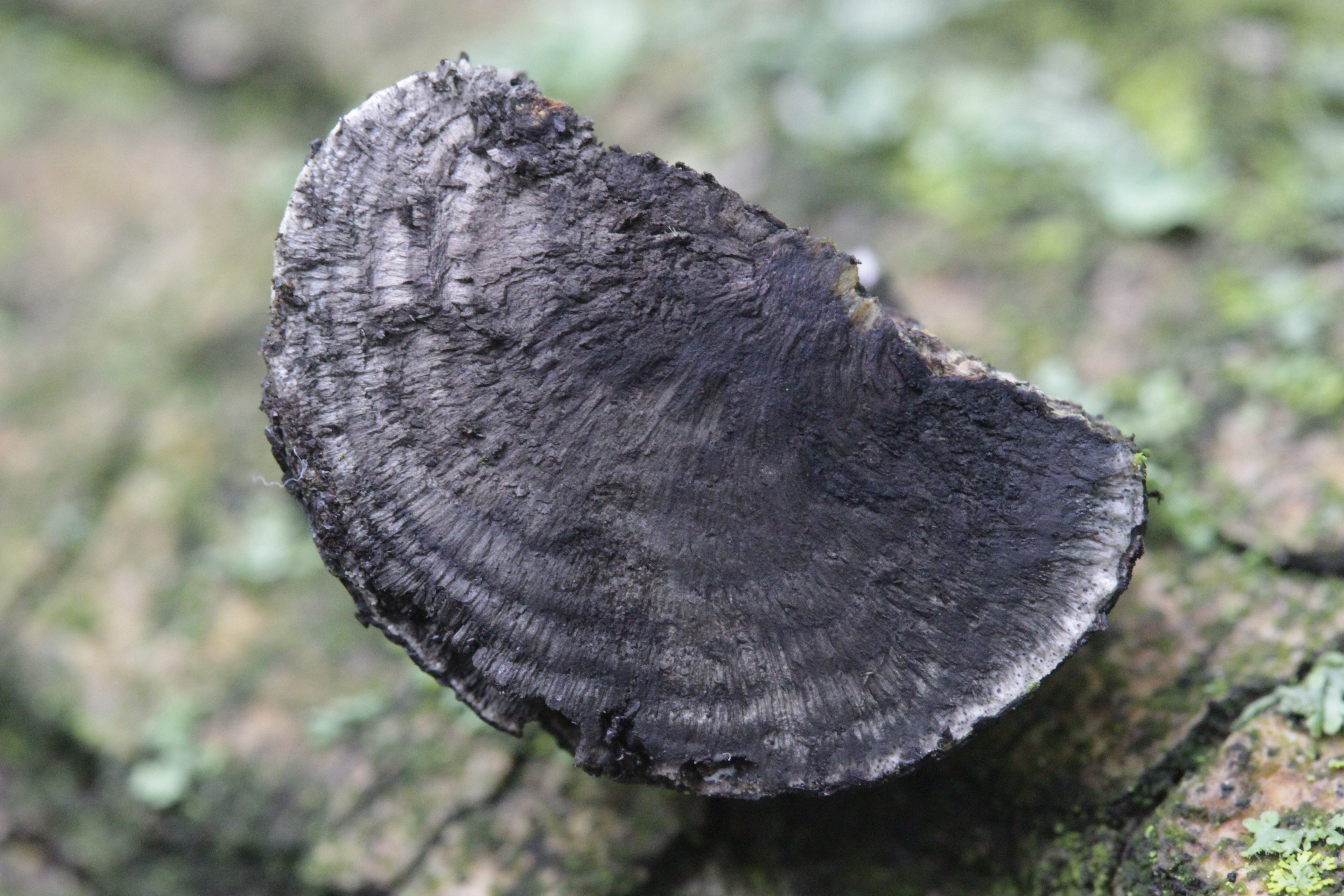